# Sam Altman
Pour les articles homonymes, voir Altman.
Sam Altman est un homme d'affaires américain, né le 22 avril 1985 à Chicago. Il est cofondateur et PDG d'OpenAI et co-créateur de l'agent conversationnel ChatGPT. 
En novembre 2023, son limogeage provoque une crise au sein d'OpenAI, et il est réintégré à son poste cinq jours plus tard par un conseil d'administration remanié.

## Jeunesse et éducation
Samuel Altman naît le 22 avril 1985 à Chicago, dans une famille de confession juive. Il a deux frères, Jack et Max et une sœur cadette Annie,.
Il grandit à Saint-Louis dans le Missouri, où il fréquente la John Burroughs School. Par la suite, il étudie l'informatique à l'université de Stanford, puis abandonne ses études en 2005.

## Carrière

### Loopt
En 2005, à l'âge de 19 ans, il cofonde Loopt (en), une application mobile de réseautage social axée sur la géolocalisation. Loopt est rachetée par Green Dot Corporation (en) en 2011 pour 43,4 millions de dollars,. Selon Helen Toner, l'équipe de direction aurait tenté à deux reprises de le licencier pour son « comportement trompeur et chaotique ».

### Y Combinator
Après la vente de Loopt en 2011, Altman rejoint l'incubateur de start-up Y Combinator en tant qu'associé à temps partiel. En 2014, il est nommé président de Y Combinator, succédant à Paul Graham. Il commence en 2019 à se désengager de Y combinator, afin de consacrer plus de temps à OpenAI.

### Investissements
Altman a particulièrement investi dans des entreprises liées à l'informatique ou aux nouvelles technologies, dont certaines sont devenues célèbres par la suite, notamment Airbnb, Stripe, Reddit, et Dropbox. Il préside également le comité de direction d'Helion Energy et d'Oklo, deux entreprises spécialisées dans l'énergie nucléaire.

### OpenAI
En décembre 2015, Altman cofonde OpenAI, une organisation de recherche en intelligence artificielle axée sur l'apprentissage automatique et la recherche sur l'intelligence artificielle générale financée par Sam Altman, Greg Brockman, Elon Musk, Jessica Livingston, Peter Thiel, Amazon Web Services, Infosys et YC Research.
À son lancement en 2015, l'entreprise a levé un milliard de dollars auprès de bailleurs de fonds extérieurs,. Étant initialement un laboratoire de recherche, OpenAI est par la suite transformé en une entreprise à but non lucratif puis, en 2019, en une société à but lucratif plafonné afin de mobiliser de nouveaux capitaux. La mise en place de ce plafond permet aux investisseurs de gagner jusqu'à 100 fois leur mise de départ.
OpenAI se démarque par des produits tels que le générateur d'images DALL-E et le grand modèle de langage GPT-4 intégré dans le chatbot ChatGPT. ChatGPT a eu une croissance historiquement inégalée dans le monde de l'informatique, atteignant 100 millions d'utilisateurs en à peine deux mois.
En novembre 2023, le conseil d’administration de l’entreprise annonce n’avoir plus confiance en la capacité d'Altman de diriger la société et le débarque sur-le-champ. Son limogeage provoque une crise au sein d'OpenAI. Satya Nadella, directeur général de Microsoft, déclare publiquement sur Twitter l'embauche de Sam Altman et Greg Brockman pour y diriger une équipe de recherche en IA,. Cinq jours après son renvoi, Altman est réintégré à la tête d'OpenAI, soutenu par environ 700 des 770 salariés de l'entreprise qui avaient menacé de démissionner si Sam Altman ne revenait pas. Un nouveau conseil d'administration est nommé,. Ce retour express démontre la domination de Microsoft sur OpenAI,.
Début 2024, une rumeur indique que Sam Altman chercherait à lever jusqu'à 7000 milliards de dollars, largement reprise par la presse internationale et française,. Le patron de OpenAI chercherait ainsi à se lancer dans la production de processeurs dédiés à l'IA, concurrençant Nvidia (et son fournisseur TSMC). Si l'objet de cette hypothétique levée de fonds est connu depuis plusieurs mois et jamais démenti par OpenAI et son patron, Sam Altman a tourné en dérision le montant pharaonique repris par les médias.
En mai 2024, après la révélation des accords de non-dénigrement d'OpenAI (qui interdisent à vie aux anciens employés de critiquer OpenAI ou d'admettre l'existence de l'accord), Altman a été accusé de mentir en affirmant ne pas avoir été au courant de la clause d'annulation des actions pour les employés qui refusent de signer l'accord en partant. Également en mai 2024, l'ancienne membre du conseil d'administration Helen Toner a expliqué pourquoi le conseil d'administration avait décidé de licencier Altman en novembre 2023. Elle a reproché à Altman d'avoir caché des informations, par exemple sur la sortie de ChatGPT et sur le fait qu'il dirigeait le OpenAI Startup Fund. Elle a également allégué que deux cadres d'OpenAI avaient signalé au conseil d'administration des « abus psychologiques » de la part d'Altman. Elle a affirmé que de nombreux employés ainsi que le conseil d'administration craignaient des représailles s'ils ne soutenaient pas Altman, et que Altman avait menti aux autres membres du conseil d'administration pour la faire partir,.

### Reddit
Sam Altman a été le PDG de Reddit pendant huit jours après la démission de Yishan Wong.

### Worldcoin
Sam Altman a cofondé Tools For Humanity en 2019, une entreprise concevant Worldcoin. Worldcoin est un projet de cryptomonnaie où chaque utilisateur est identifié par un scan de l'iris. Un des buts est de pouvoir authentifier de manière fiable et anonyme les humains en ligne (avec un identifiant appelé World ID), afin de lutter contre les faux comptes, un problème exacerbé par les avancées dans l'intelligence artificielle. Un autre objectif est de fournir un revenu universel, avec une redistribution gratuite de la cryptomonnaie.
Il a été reproché à Worldcoin de profiter de régions pauvres du monde pour étendre son réseau d'utilisateurs. Des hackeurs ont également volé les identifiants de connexion de plusieurs opérateurs de Worldcoin. Le porte-parole de Worldcoin et Sam Altman affirment qu'aucune donnée sensible d'utilisateurs n'a cependant été compromise, ces données étant chiffrées et ne pouvant pas être déchiffrées par les opérateurs,.

## Vie privée
Altman est végétarien depuis l’enfance.
Homosexuel, il fait son coming out à 17 ans au lycée,,, après que certains élèves se soient opposés à un orateur du Coming Out Day,. Il a partagé la vie du cofondateur de Loopt, Nick Sivo, pendant neuf ans. Ils se sont séparés en 2012, peu de temps après l’acquisition de Loopt par Green Dot Corporation,.
Altman est survivaliste,. Il a déclaré en 2016 : « J’ai des armes à feu, de l’or, de l’iodure de potassium, des antibiotiques, des piles, de l’eau, des masques à gaz des Forces de défense d'Israël (Tsahal), et une grande parcelle de terre à Big Sur où je peux m'enfuir. ».
Le 11 janvier 2024, Altman épouse son compagnon de longue date, Oliver Mulherin, un ingénieur logiciel originaire d'Australie, lors d’une cérémonie privée,, sur leur domaine à Hawaï. Le couple vit dans le quartier de Russian Hill à San Francisco et passe souvent ses week-ends à Napa en Californie,.
En janvier 2025, la sœur d'Altman, Ann Altman, a intenté une action en justice pour abus sexuels commis par Altman devant le tribunal de district américain du district oriental du Missouri à Saint-Louis. Ann Altman affirme que des abus ont commencé quand elle avait 3 ans et Sam Altman 12 ans. Sam Altman, ainsi que sa mère Connie et ses jeunes frères Max et Jack, ont publié une déclaration commune sur X niant les allégations, les qualifiant de « totalement fausses »,.
En février 2025, sa fortune était estimée à 1,2 milliard de dollars.

## Prises de position

### Politique
En 2019, Altman a organisé une levée de fonds chez lui, à San Francisco, pour le candidat démocrate Andrew Yang. En mai 2020, il a fait une donation de 250 000 dollars à American Bridge 21st Century, une organisation soutenant le candidat Joe Biden.
En amont de l'élection présidentielle américaine de 2020, Altman accueille chez lui un événement de soutien à la candidature de l'entrepreneur Andrew Yang à la primaire démocrate. En mai 2020, il donne 250 000 dollars à un fonds de soutien au candidat démocrate à cette même élection, Joe Biden.
En novembre 2024, Altman est nommé membre de l'équipe de transition du nouvellement élu maire de San Francisco, Daniel Lurie.
En décembre 2024, NPR révèle l'intention de Sam Altman de donner 1 million de dollars au fonds inaugural du second mandat présidentiel de Donald Trump.

### Philanthropie
Pendant la pandémie de Covid-19, il a aidé à créer le projet Covalence, visant à aider les chercheurs à lancer rapidement des essais cliniques.
Après la faillite de la Silicon Valley Bank en 2023, il a fourni des prêts à de multiples startups en difficulté financière.

### Opinions sur l'intelligence artificielle
Sam Altman considère que l'intelligence artificielle générale sera « l'avancée la plus extraordinaire en termes de qualité de vie », un aspect qu'il déplore être parfois absent du débat public,. Il estime que cela permettra des avancées importantes dans divers domaines tels que la santé, l'éducation, la productivité et le changement climatique.
Bien qu'étant généralement considéré comme un optimiste, il a déclaré en 2023 que l'IA pourrait causer l'extinction humaine. Pour y remédier, il recommande de créer un équivalent de l'AIEA pour superviser les modèles d'IA les plus puissants, d'améliorer la coordination internationale (par exemple à travers un projet faisant intervenir divers pays et entreprises), et d'encourager la recherche technique sur le problème du contrôle des « superintelligences »,. Il a également exprimé des inquiétudes concernant la cybersécurité et les risques de désinformation. Bien qu'il soit partisan de davantage de régulations, il estime qu'elles ne devraient s'appliquer qu'aux modèles d'IA dépassant un certain seuil de capacité, afin de ne pas freiner l'innovation lorsque les risques sont relativement modérés,.
Avec les cofondateurs d'OpenAI Greg Brockman et Ilya Sutskever, il déclare, dans un article sur la gouvernance des « superintelligences » publié en 2023, qu'il pourrait y avoir dans moins de 10 ans des systèmes dépassant les performances des experts dans la plupart des domaines. Il ajoute que la « superintelligence » fait « intrinsèquement partie du chemin technologique sur lequel nous nous trouvons, l'empêcher nécessiterait quelque chose comme un régime de surveillance mondial, et même cela n'est pas garanti de fonctionner. »,
Concernant l'emploi, Altman pense que l'IA automatisera une partie du travail, mais qu'elle créera également de nouveaux types d'emplois. De plus, il pense également que le travail se fera davantage sur la base du volontariat : « Il y aura des gens qui choisiront de ne pas travailler, et je pense que c'est très bien ».

## Distinctions
Sam Altman est sélectionné en 2008 comme l'un des meilleurs jeunes entrepreneurs de la tech par Bloomberg Businessweek. En 2015, il figure dans le Forbes 30 Under 30.
En 2017, il reçoit le prix Ric Weiland pour avoir promu la tolérance à l'égard des LGBTQ dans le secteur de la tech.
En 2023, il est reconnu comme l'une des 100 personnes les plus influentes au monde par le magazine Time et participe à la conférence Bilderberg à Lisbonne.